# Całe miasto śpi
Całe miasto śpi – singel promujący album 4891 zespołu 1984.

## Lista utworów
1. "Całe miasto śpi"
2. "Całe miasto śpi" (NPW Mix)
3. "Całe miasto śpi" (Psychotribe Mix)
4. "Ferma hodowlana" (Acoustic 2007)

## Skład
- Piotr Liszcz – śpiew, gitara, gitara basowa
- Robert Tuta – gitara basowa, instrumenty klawiszowe, programowanie